# 高阿那肱
高 阿那肱（こう あなこう、生年不詳 - 580年）は、中国の北斉の後主の近臣。本貫は善無郡。

## 経歴
高市貴の子として生まれた。高歓の起兵に従い、庫典（庫直）となり、直城県男に封ぜられた。550年、北斉が建国されると、庫直都督となった。553年、契丹や柔然に対する征討に従った。561年、仮の儀同三司・武衛将軍に任ぜられた。阿那肱は騎射を得意とし、まめまめしく人に仕え、宴のあるごとに弓射の腕を披露して、武成帝に重用された。また和士開にへつらい馴れ合って、ますます覚えがめでたくなった。河清年間、正式に儀同三司となり、突厥を討って、宜君県伯に進んだ。565年、侍中・驃騎大将軍・領軍に任ぜられ、昌国県侯の別封を受けた。後主が即位すると、并省右僕射となった。570年、淮陰郡王に封ぜられ、并省尚書左僕射に進んだ。さらに并省尚書令・領軍大将軍・并州刺史に任ぜられた。
阿那肱は教養もなく、文章にも通じず、もっぱら和士開の下で用いられ、姦計においても和士開に及ばなかった。後主が皇太子だったころから、阿那肱は東宮の侍衛として後主に寵遇を受けた。和士開の死後、後主はかれの識見が和士開を継ぐに足るものとして、宰相の位につかせた。573年、録尚書事となり、軍事と行政の機密を総覧した。録尚書事・并州刺史のまま、司徒公・右丞相に上った。
576年、北周の武帝の親征軍が平陽に迫ったとき、後主は天池で狩猟を行なっており、晋州（平陽）から伝令の使者がやってきて、日に三度に及んだが、阿那肱は「お上がお楽しみのさなかであるのに、何で急いで奏聞しようとするのか」と止めさせた。暮れになって、使者がやってきて、平陽城が陥落したとの報告が後主に知らされた。翌朝になって、後主は軍を率いて出立しようとしたが、淑妃に引き止められて遅れた。軍が出立すると、阿那肱が前軍を率いて先に進み、北斉の諸軍を総べた。北周の武帝は決戦を避けてひとたび長安に退却し、北斉の軍が平陽城を奪回すべく包囲していたところ、再び武帝の軍が平陽に現れた。後主が「戦うべきか、戦わざるべきか」と阿那肱に訊ねたため、阿那肱は「戦ってはいけません。高梁橋を守りましょう」と答えた。対して安吐根が主戦論を唱えたので、後主は決めかねていたが、内臣たちが「彼も天子なら、我も天子です。彼は遠くからやってきたのに、我がほうが何で守って弱きをお示しになるのか」と口々に言ったので、後主は「それはそうだ」と言って前進した。後主は穆提婆とともに観戦していたが、東のほうに退く部隊があったので、穆提婆が「お上よ、逃げなさい！お上よ、逃げなさい！」と煽り、後主は淑妃とともに高梁に撤退しようとした。開府の奚長楽が「半進半退は、戦の常である」と諫め、武衛の張常山も後方からやってきてまた諫めたので、後主はこれに従おうとした。しかし穆提婆が後主の肘を引いて「こんな言葉を信じてはいけない」と言ったので、後主は北方に逃亡した。軍士の雷相は阿那肱が西軍を招き入れたと告発し、後主が侍中の斛律孝卿に調べさせたが、孝卿が「この人のつくり話である」と報告した。後主が晋陽に帰還すると、阿那肱の腹心の馬子平が阿那肱の謀反を告発したが、これもまた虚妄であるとして、馬子平を斬らせた。軍勢も整わぬまま後主が鄴に入ると、侍衛は逃げ散り、ただ阿那肱と内官数十騎のみが後主に従った。阿那肱は大丞相となった。
後主が黄河を渡ると、阿那肱は数千人を率いて済州関に拠り、情勢をうかがった。「周軍がまだやってきていないので、青州の兵馬を集めれば、南に行く必要はありません」と上奏した。577年、北周の将軍の尉遅勤が済州関に到着すると、阿那肱は北周に降った。長安に送られ、大将軍に任ぜられ、公に封ぜられて、隆州刺史となった。580年、蜀で王謙が起兵すると、阿那肱は処刑された。
次のような話が伝えられている。かつて天保年間、文宣帝が晋陽から鄴に帰還したとき、陽愚の僧の阿禿師が道中で文宣帝の姓名を呼びながら「阿那瓌があなたの国を滅ぼすだろう」と言った。このころ柔然の阿那瓌が塞北で強盛であり、文宣帝はこれを憎んで、連年にわたって討伐を加えた。後に北斉を滅ぼした者は「阿那肱」と言った。

## 伝記資料
- 『北斉書』巻50 列伝第42 恩倖
- 『北史』巻92 列伝第80 恩幸